# Formosacris koshunensis
Formosacris koshunensis är en insektsart som först beskrevs av Tokuichi Shiraki 1910.  Formosacris koshunensis ingår i släktet Formosacris och familjen gräshoppor. Inga underarter finns listade i Catalogue of Life.